# Cult of Static
Cult of Static è il sesto album in studio del gruppo musicale statunitense Static-X, pubblicato il 17 marzo 2009 dalla Reprise Records.
Si tratta dell'ultimo album pubblicato dal gruppo prima della morte del frontman Wayne Static, avvenuta nel 2014.

## Descrizione
L'album ha debuttato alla posizione 16 nella Billboard 200 e nella prima settimana ha venduto 19 000 copie negli Stati Uniti.
Il primo ed unico singolo estratto dall'album, Stingwray, venne pubblicato il 17 febbraio tramite il loro profilo Myspace e, prima dell'uscita del brano, la traccia d'apertura Lunatic fu inserita nella colonna sonora del film Punisher - Zona di guerra.

## Tracce
Testi e musiche di Wayne Static, eccetto dove indicato.
1. Lunatic – 3:35 (Wayne Static, Tony Campos)
2. Z28 – 3:09 (Wayne Static, Tony Campos)
3. Terminal – 3:37
4. Hypure – 4:15
5. Tera-Fied – 5:19
6. Stingwray – 4:12 (Wayne Static, Tony Campos)
7. You Am I – 2:59
8. Isolaytore – 2:45
9. Nocturnally – 3:49
10. Skinned – 3:33
11. Grind 2 Halt – 4:55

Tracce bonus nell'edizione speciale
1. W.F.O. – 3:12 (Wayne Static, Tony Campos)
2. Looks That Kill – 4:12 (Nikki Sixx) – originariamente interpretata dai Mötley Crüe
3. Talk Dirty to Me – 3:48 – originariamente interpretata dai Poison – brano scaricabile mediante codice

Traccia bonus nella versione di iTunes
1. Still of the Night – 5:03 – originariamente interpretata dai Whitesnake

## Formazione
Gruppo
- Wayne Static – voce, chitarra ritmica, programmazione
- Koichi Fukuda – chitarra solista, tastiera
- Tony Campos – basso, cori
- Nick Oshiro – batteria

Altri musicisti
- Marc Jameson – tastiera aggiuntiva
- Dave Mustaine – chitarra solista (traccia 1)
- Tera Wray Static – voce aggiuntiva (tracce 5 e 11)

Produzione
- John Travis – produzione, registrazione, missaggio
- Wayne Static – produzione
- Justin Merrill – assistenza tecnica
- Aaron Paul – assistenza tecnica
- Tom Barker – mastering

## Classifiche
| Classifica (2009)        | Posizione massima |
| ------------------------ | ----------------- |
| Australia                | 33                |
| Stati Uniti              | 16                |
| Stati Uniti (hard rock)  | 2                 |
| Stati Uniti (rock)       | 6                 |
| Stati Uniti (tastemaker) | 9                 |